# باهينيو
مانويل فرنانديز فرنانديز (بالإسبانية: Pahiño)‏ المعروف بـ باهينيو (21 يناير 1923 - 12 يونيو 2012)، لاعب كرة قدم إسباني سابق.
مهاجم بالفطرة، ورجل المنطقة وماهر جدا باستخدام قدميه، وكان يتمتع بتسديدات قوية سواء بقدميه على السواء وكذا تسديدات رأسية متميزة.
وكان أبرز هدٌافي عصره .

## عدد المباريات التي خاضها
143 مباراة رسمية

## عدد الأهداف المسجلة
125 هدفا

## المباريات الدولية مع إسبانيا
3 مباريات

## إحصائية اللاعب مع الأندية
| أدائه مع النادي | أدائه مع النادي | أدائه مع النادي | الدوري | الدوري  | الكأس       | الكأس       | على المستوى الدولي | على المستوى الدولي | المجموع | المجموع |
| موسم            | النادي          | الدوري          | الظهور | الأهداف | الظهور      | الأهداف     | الظهور             | الأهداف            | الظهور  | الأهداف |
| إسبانيا         | إسبانيا         | إسبانيا         | الدوري | الدوري  | كأس إسبانيا | كأس إسبانيا | أبطال أوروبا       | أبطال أوروبا       | المجموع | المجموع |
| --------------- | --------------- | --------------- | ------ | ------- | ----------- | ----------- | ------------------ | ------------------ | ------- | ------- |
| 1943–44         | سيلتا فيغو      | الدرجة الأولى   | 15     | 4       | -           | -           | -                  | -                  |         |         |
| 1944–45         | سيلتا فيغو      | الدرجة الثانية  | 19     | 3       | -           | -           | -                  | -                  |         |         |
| 1945–46         | سيلتا فيغو      | الدرجة الأولى   | 22     | 15      | -           | -           | -                  | -                  |         |         |
| 1946–47         | سيلتا فيغو      | الدرجة الأولى   | 23     | 17      | -           | -           | -                  | -                  |         |         |
| 1947–48         | سيلتا فيغو      | الدرجة الأولى   | 22     | 20      | -           | -           | -                  | -                  |         |         |
| المجموع         | إسبانيا         | إسبانيا         |        |         |             |             |                    |                    |         |         |
| مجموع مسيرته    |                 |                 |        |         |             |             |                    |                    |         |         |

## روابط أخرى
- Spain stats

## روابط خارجية
- باهينيو على موقع قاعدة بيانات كرة القدم.إي يو (الإنجليزية)
- باهينيو على موقع ناشيونال فوتبول تيمز (الإنجليزية)